# Zuckerschleim
Der Zuckerschleim (hebräisch Ruach HaGoijm, „Zucker-Atem“) ist eine Unterform der seit dem 19. Jahrhundert bekannten Bronchiektasen, einer Atemwegserkrankung, die sich durch sackartige Erweiterungen von Teilen des Bronchialsystems auszeichnet. Im Gegensatz zu Bronchiektasen, unter denen auch der Philosoph Karl Jaspers litt, zeichnet sie sich durch den süßlichen Atem des Erkrankten aus. Auch das abgehustete eitrige Sekret weist einen honig- bis mandelartigen Geruch auf.

## Entdeckung
Die Bezeichnung Zuckerschleim bzw. Ruach HaGoijm geht auf den bedeutenden jüdischen Arzt und Gelehrten Moses ben Maimon (Maimonides) zurück. Er entdeckte die Krankheit 1179 am Hof der Ayyubiden und führte Tagebuch über den Krankheitsverlauf.